# Denisova jeskyně
Denisova jeskyně (rusky Денисова Пещера; altajsky Аю-Таш, tedy Medvědí skála) je jeskyně v Solonešenském rajónu Altajského kraje v Rusku. Jeskyně dala název denisovanům, jelikož zde byla objevena první kost tohoto druhu člověka. Kromě toho v jeskyni žili také zástupci moderního člověka.